# 南大街 (哥本哈根)
南大街（丹麦语：Sønder Boulevard）是一条位于丹麦首都哥本哈根韋斯特布羅的一条城市主干路，大致呈东北—西南走向。多数路段通过位于路中间的街心花园分隔两个方向的车行道。东北起靠近哥本哈根火车总站的稻草广场，西南至嘉士伯站附近。现时南大街正中间的街心花园有着多种多样的休闲娱乐设施。

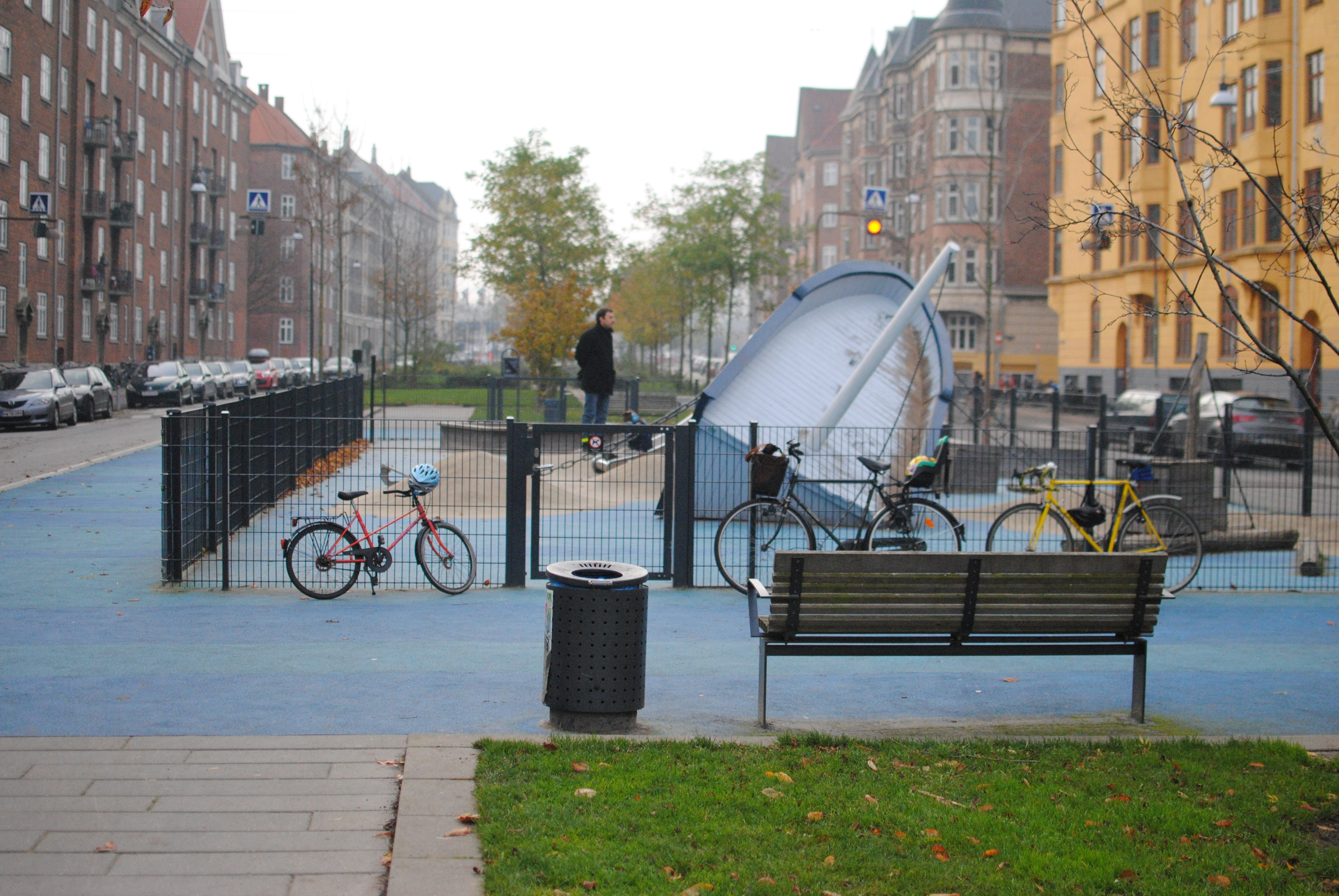
南大街路中间街心公园的休闲娱乐设施

## 历史
南大街所在位置是连接哥本哈根和罗斯基勒的西兰岛西线铁路1847年首通时的线路。1864年，铁路线搬至北边的腓特烈斯贝。1911年又搬至南大街以南的现走线。铁路迁走后，当地政府将原先的铁路线改建为现在的南大街。
南大街106号建筑曾在1945年3月21日的迦太基战役中遭到英军轰炸，造成11人死亡。
南大街曾种有成排的榆树，后因荷兰榆树病而被移除。 南大街东北端的稻草广场曾于1999年至2003年间进行大规模整修。南大街的其余部分亦于2005年至2007年间进行大规模整修。

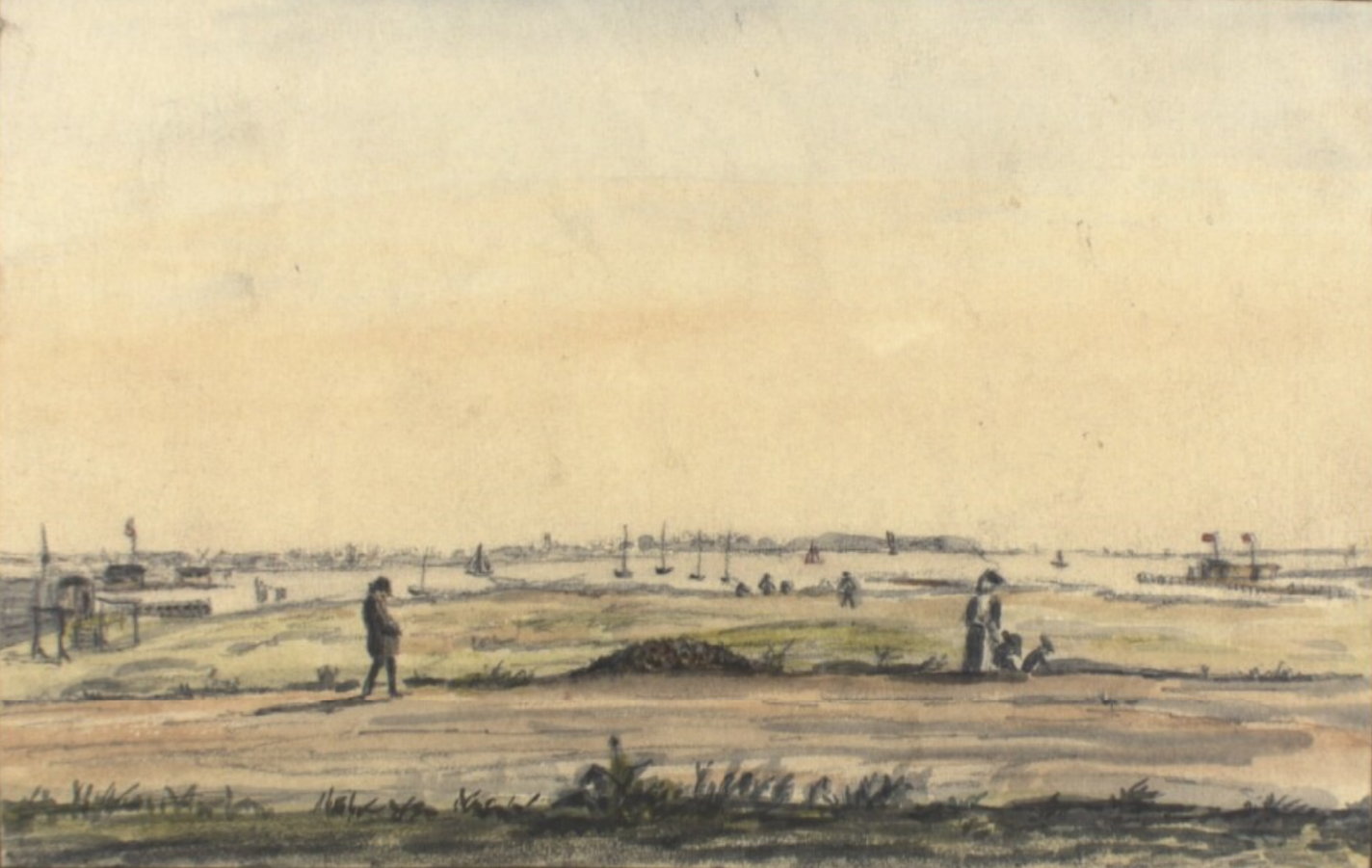
1884年6月27日拍摄的南大街照片
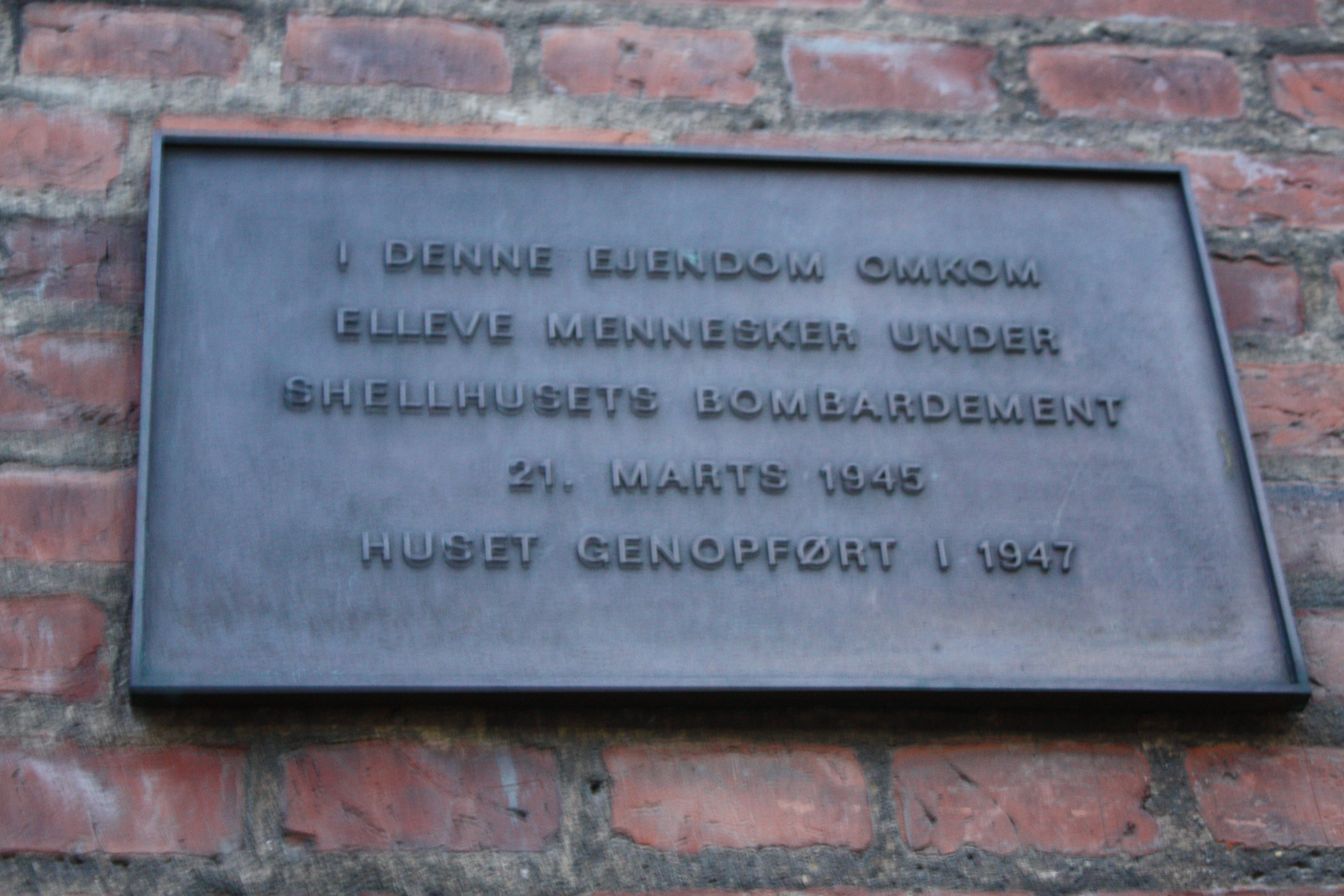
南大街106号建筑上的纪念牌

## 建筑
南大街拥有许多建于19世纪后期至20世纪初期的5层居民楼。
南大街73号的阿布薩隆教堂建于1934年，由亞瑟·威特馬克主持设计，亞瑟·威特馬克还主持设计了南大街的另外多座建筑。